# فينيغريت
فينيغريت (بالروسية: винегрет) هو طبق سلطة روسي شائعٌ أيضاً في دول الاتحاد السوفيتي السابق. يتضمن الطبق خضروات الشمندر والبطاطا والجزر مطبوخة ومقطعة إلى مكعبات، بالإضافة إلى البصل المفروم وكذلك مخلل الملفوف و/أو مخلل الخيار، في بعض الأحيان يتم أيضاً إضافة مكونات أخرى مثل البازلاء أو الفاصولياء. جاءت التسمية من صلصة «فينغيريت» (Vinaigrette) (خليط من الزيت مع شيء حامضي مثل الخل) والتي تُستخدم كتتبيلة للسلطة. ومع ذلك وعلى الرغم من الاسم إلا إنه غالباً ما يهمل الخل في الطهو المعاصر، ويتم استخدام زيت عباد الشمس أو غيره من الزيوت النباتية. يُضيف بعض الطهاة ماء مخلل الخيار أو الملفوف إلى التتبيلة.
يتم تقديم الفينيغريت جنباً إلى جنب مع سلطة أوليفيه وسلطة الرنجة كمقبلات على طاولات الأحتفال في المجتمعات الناطقة بالروسية.
على الرغم من الشعبية الواسعة للسلطة في روسيا وأوكرانيا، إلا إنه تم تبني الوصفات الأساسية للسلطات المشكلة من المطبخ الأوروبي الغربي في أواخر القرن التاسع عشر. يشير مصطلح «فينيغريت» (vinegret) في الأصل إلى أي خليط من الخضروات المطبوخة والمقطعة المتبلة بالخل. في وقت لاحق تغير المعنى إلى أي سلطة مخلوطة مع الشمندر. لا تزال كتب الطبخ الروسية والأوكرانية الحديثة تذكر إمكانية إضافة الفطر أو اللحم أو السمك، ولكن نادراً ما يُمارس هذا.

يتم إعداد سلطات مماثلة من الشمندر في جميع أنحاء شمال أوروبا. من الأمثلة على ذلك هي سلطة الرنجة وسلطة الشمندر في المطبخ الألماني الشمالي والمطبخ الاسكندنافي، وكذلك سلطة روسولي في المطبخ الفنلندي. 

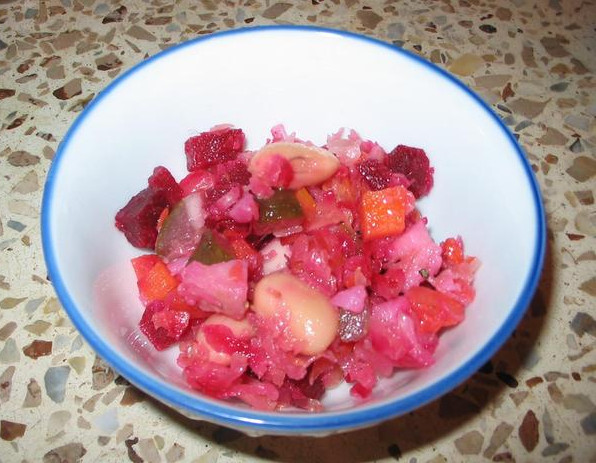
سلطة فينيغريت مع فاصولياء.
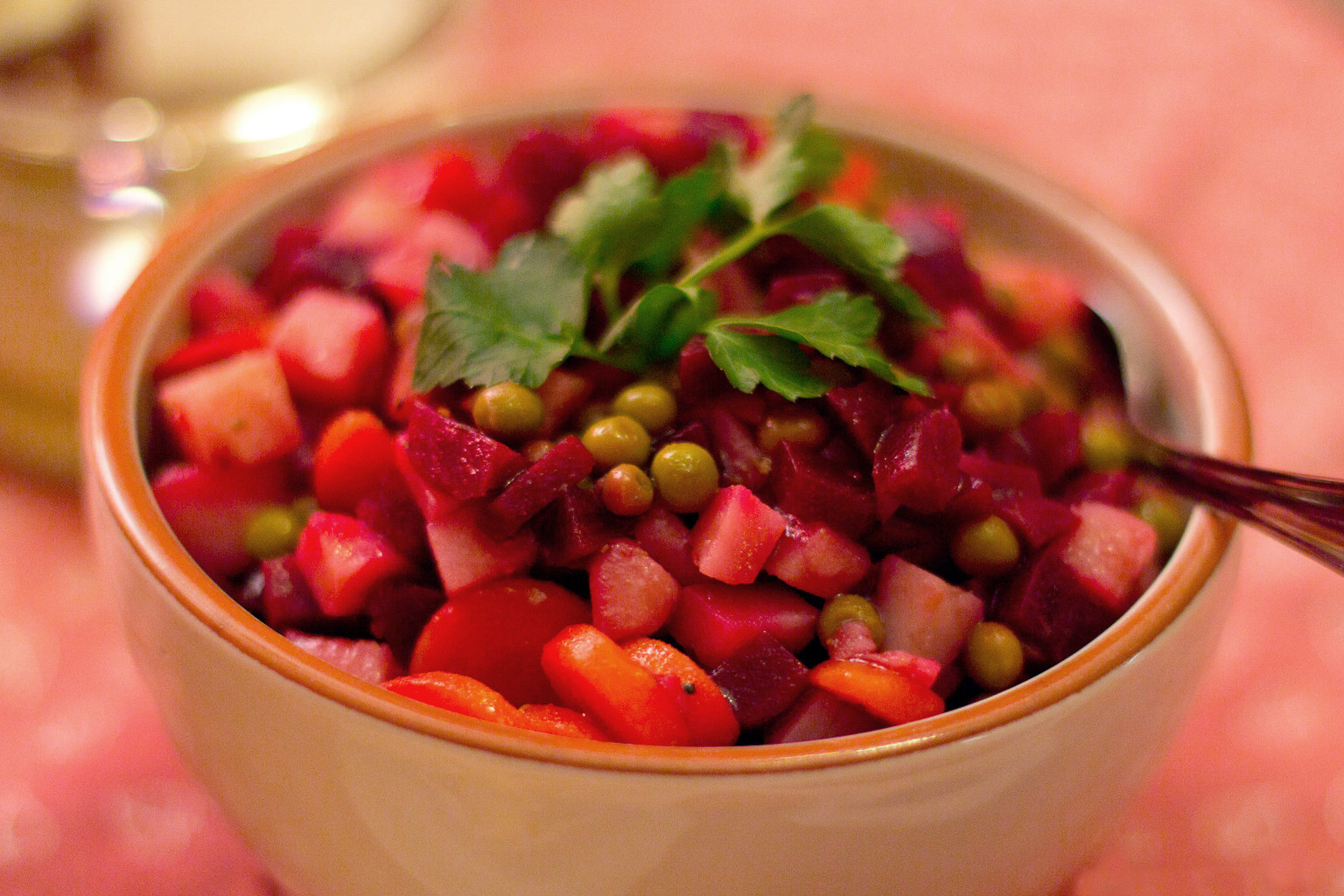
سلطة فينيغريت مع بازلاء خضراء.